# ويليام مورتن ويلر
ويليام مورتن ويلر (بالإنجليزية: William Morton Wheeler)‏ (19 مارس 1865 – 19 أبريل 1937) هوَ عالم حشرات أمريكي وأستاذ في جامعة هارفارد.

## روابط خارجية
- ويليام مورتن ويلر على موقع الموسوعة البريطانية (الإنجليزية)